# 윈터 팰리스 호텔
윈터 팰리스 호텔(Winter Palace Hotel) 또는 올드 윈터 팰리스 호텔(Old Winter Palace Hotel)은 이집트 룩소르의 나일강변에 위치한 5성급 리조트 호텔이다. 영국 통치시기에 지어진 건물로서 룩소르 사원 바로 남쪽에 있으며, 객실 86개와 스위트룸 6개를 운영중에 있다.

## 역사
1905년 카이로의 호텔 사업가 찰스 베일러 (Charles Baehler)와 조지 눙고비치 (George Nungovich)가 토머스 쿡 앤 선 (Thomas Cook & Son)과 합작 설립한 어퍼 이집트 호텔 컴퍼니 (Upper Egypt Hotels Co)의 소유 호텔로서, 벤자민 허브스트 (Benjamin Herbst)의 주도로 개발하였다.
설계는 이탈리아 건설사 가로초 (G.GAROZZO)의 레온 스티에논 (Leon Stienon)과 체멘토 아르마토, 시스테마 시아치 브레베타토 (Cemento Armato, Sistema SIACCI brevettato)의 필리 코스트루치오니 (Figli Costruzioni)가 맡았다. 2년간의 공사 끝에 1907년 1월 19일 토요일 정식 개관하였으며, 당일 행사에 초청된 귀빈들은 왕가의 계곡에서 소풍을 보내고 호텔에서 저녁 식사와 연설식을 가졌다고 전해진다.
제1차 세계 대전 당시에는 일반 영업을 일시 중단하고 참전 병사들을 위한 요양시설로 전환되었다. 개관 이래 호텔의 단골 손님으로는 제5대 카나번 백작 조지 허버트가 있었는데 1922년 투탕카멘의 무덤을 온전히 발굴한 영국 고고학자 하워드 카터의 후원자로 유명하다. 무덤 발견이 알려지자 윈터 팰리스는 기자회견의 현장으로서 세계 각지의 언론과 외국인 손님들을 맞이하게 되었다. 하워드 카터 역시 이따금씩 호텔 게시판을 통해 발견 소식과 발굴 정보를 게시하기도 하였다. 또한 벨기에의 국왕 알베르 1세 (1875~1934)와 그 아내 바이에른의 엘리자베트 (1876~1965)도 이 호텔에 종종 머무른 것으로 알려져 있다.
1975년 뉴 윈터 팰리스 (New Winter Palace)가 신축되면서 호텔 부지가 확대되었으며 기존의 호텔 건물은 올드 윈터 팰리스 (Old Winter Palace)로 지칭하게 되었다. 뉴 윈터 팰리스는 3성급 호텔로서 기존 건물과 복도를 통해 연결된 구조였으나 2008년에 철거되었다.
1996년에는 윈터 팰리스 뒷마당 수영장 근처에 116개의 객실을 갖춘 4성급 별관 (패빌리온관)이 신축되었다. 이 별관 역시 정원, 수영장, 테니스 코트, 테라스, 레스토랑 등의 편의시설을 윈터 팰리스와 공유하고 있다.

## 현재
오늘날 윈터 팰리스는 이집트의 기업인 '이집션 제너럴 컴퍼니 포 투어리즘 앤 호텔' (Egyptian General Company for Tourism & Hotels, EGOTH)가 소유하고 있다. 운영관리는 프랑스 호텔 회사인 아코르가 맡고 있으며, 그 가운데서도 주요 사업부인 소피텔에 속해 있다. 2023년 12월 20일 탈라트 무스타파 그룹의 자회사인 아이컨 컴퍼니 (Icon Company)가 호텔 소유자인 레거시 호텔스 컴퍼니 (Legacy Hotels Company)의 지분 51%를 인수했다는 소식이 전해졌다.
윈터 팰리스에는 총 5곳의 레스토랑이 자리해 있다. 옛 건물에는 1886 Restaurant (프랑스 요리)와 La Corniche Restaurant (세계 요리)가 있으며, 별관에는 Bougainvilliers (세계 요리)가, 수영장 근처 정원에는 Palmetto (이탈리아 요리와 스낵)과 El Tarboush (이집트 요리)가 있다.
2004년 영국 ITV의 TV 드라마 아가사 크리스티: 명탐정 포와로의 에피소드 "Death on the Nile" (나일강의 죽음) 편의 촬영지로 사용되었다.

## 사진

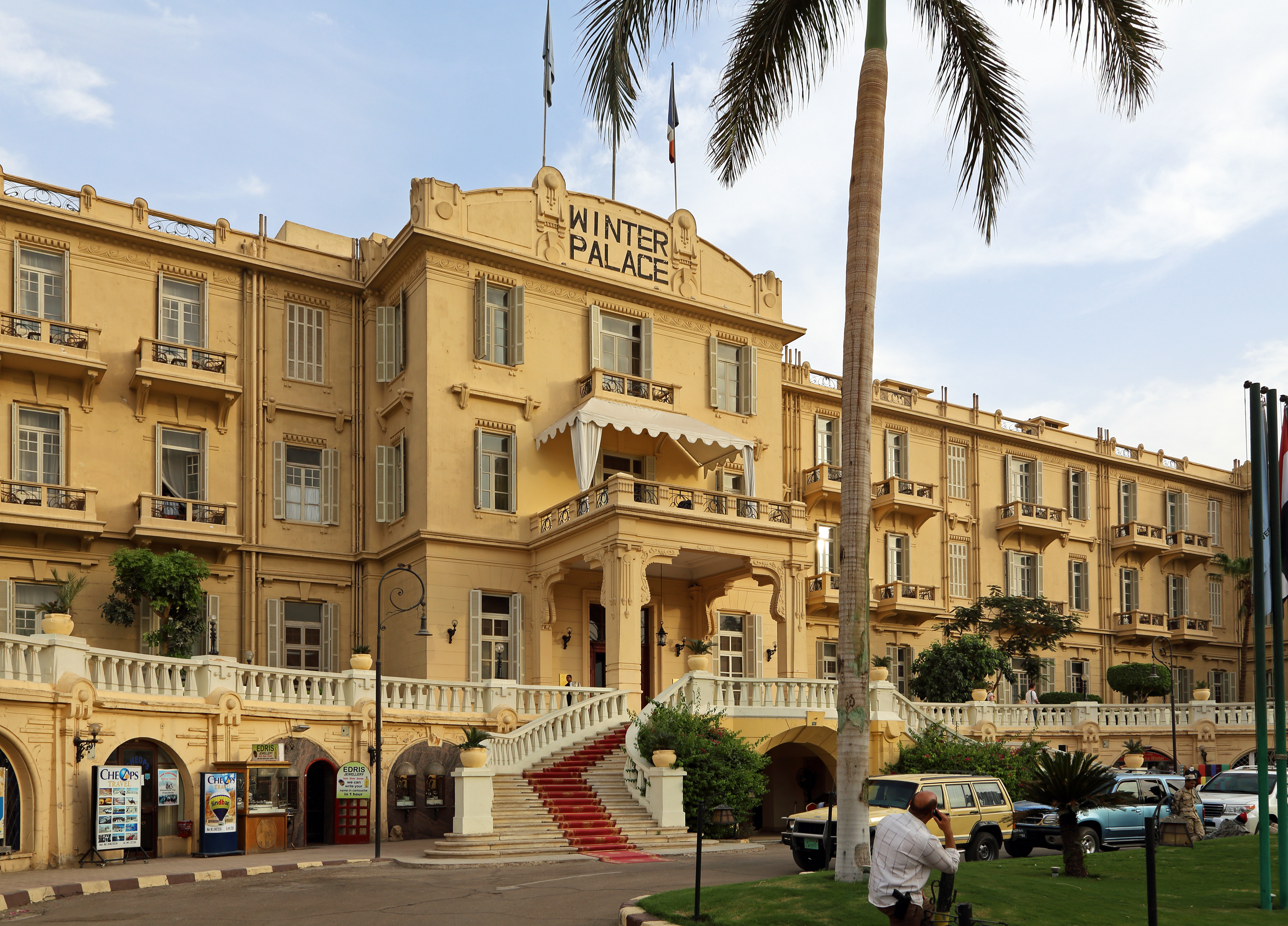
윈터 팰리스 호텔의 정면과 입구
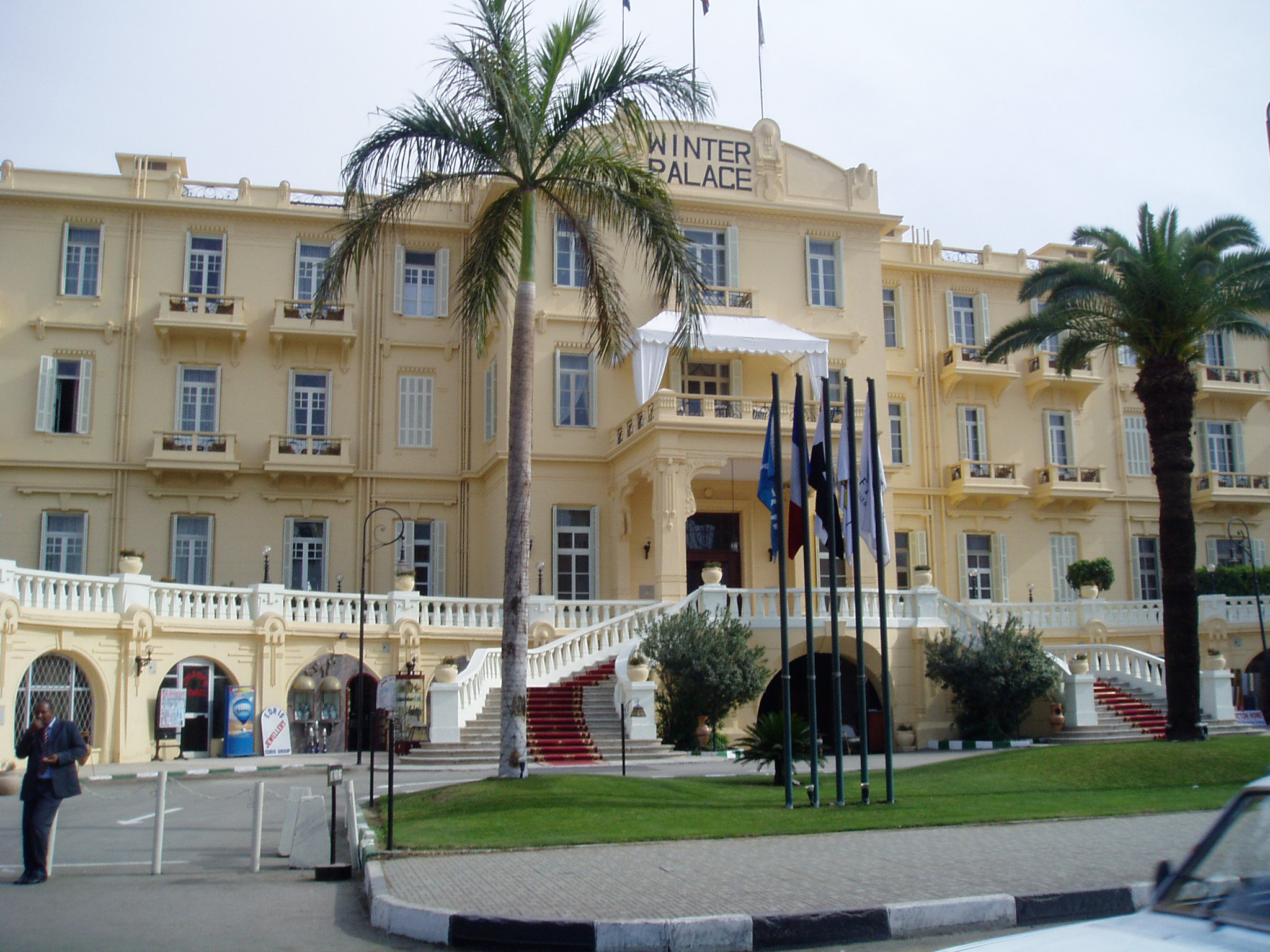
윈터 팰리스 호텔
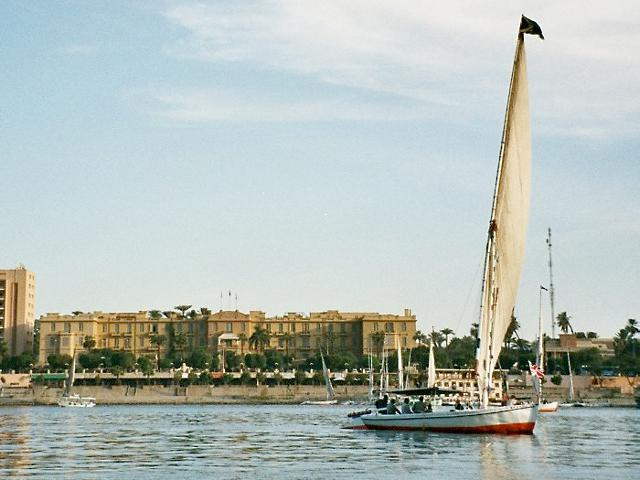
나일강에서 바라본 윈터 팰리스 호텔
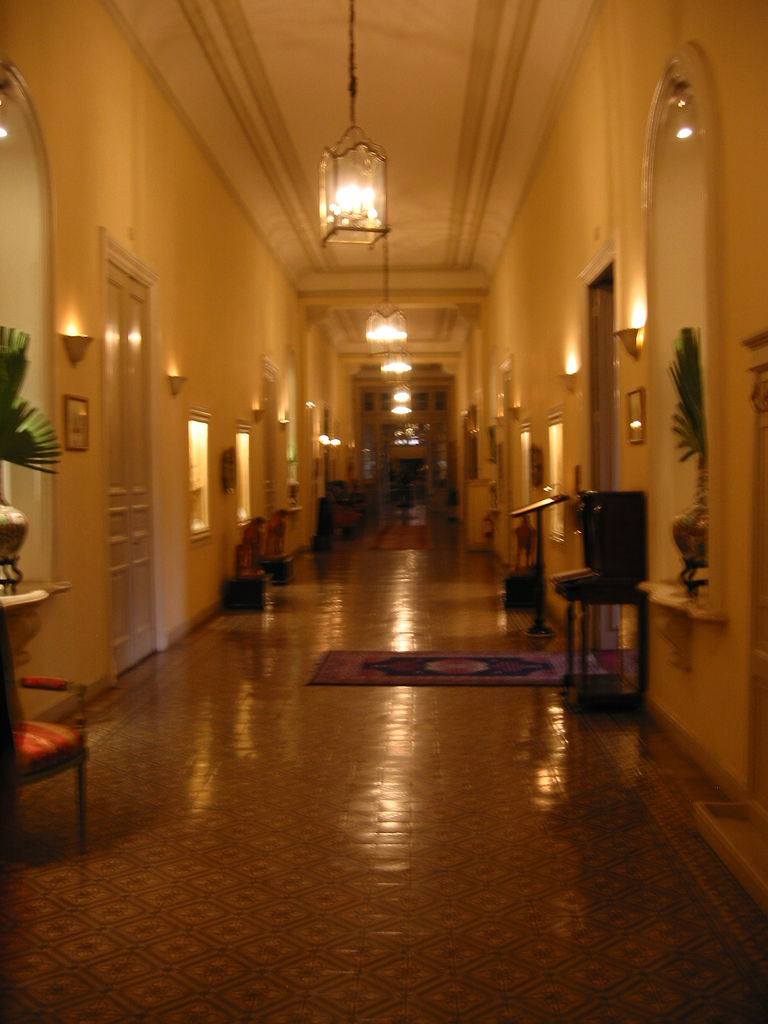
옛 호텔 건물 내부
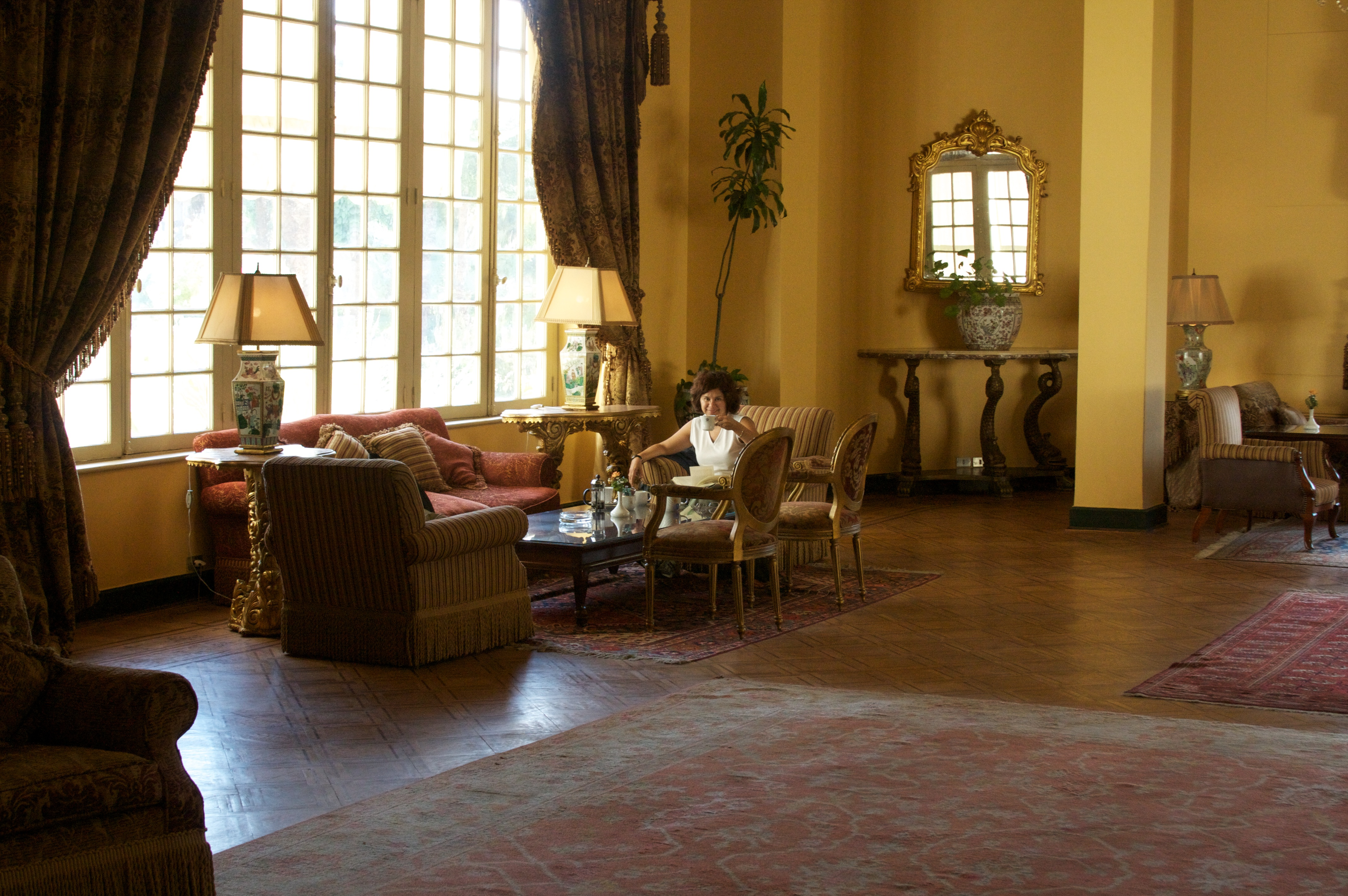
거실

## 같이 보기
- 룩소르
- PS 수단